# Księstwo lwóweckie
Księstwo lwóweckie – dzielnica wydzielona Bernardowi Zwinnemu w 1281, stanowiąca zachodnią część księstwa jaworskiego. Po bezpotomnej śmierci Bernarda w 1286 wróciła do granic księstwa jaworskiego.

## Powstanie księstwa
Powstanie księstwa lwóweckiego wiąże się z rozpadem księstwa legnickiego Bolesława Rogatki. Po śmierci władcy część północną z Legnicą objął jego najstarszy syn Henryk V Brzuchaty (wcześniej panujący w Jaworze). Zaś część południową, księstwo jaworskie, Henryk przekazał młodszym braciom Bolkowi I Srogiemu i Bernardowi Zwinnemu, zwanemu też Zręcznym lub Skoczkiem. Bolko zaś w 1281 roku wydzielił ziemię lwówecką młodszemu Bernardowi na osobną dzielnicę

## Historia
Bernard miał swą główną siedzibę najprawdopodobniej w zamku lwóweckim, powstałym w czasach Henryka Brodatego. Tutaj najpewniej wystawił dwa znane dokumenty, na których poświadczony jest m.in. marszałek Tymo de Posern.
Panowanie Bernarda w osobnym księstwie rozpoczęło od najazdu Henryka Probusa, księcia wrocławskiego, który w tym czasie próbował podporządkować sobie innych władców śląskich. Probus więził w owym czasie brata Bernarda Henryka legnickiego oraz Henryka, księcia głogowskiego. W lipcu 1281 roku w Jeleniej Górze, w otoczeniu Bernarda przebywał brat Henryka głogowskiego Konrad, którego dzielnicę ścinawską Henryk Prawy zajął. Wkrótce Konrad również znalazł się w niewoli Probusa. Na Probusa ściągnęło to klątwę, ponieważ Konrad był również prepozytem lubuskim. W rezultacie księstwa legnickie, głogowskie, żagańskie i ścinawskie znalazły się w stosunku lennym do Wrocławia; Bernardowi i jego bratu Bolkowi udało się jednak zachować niezależność.
Między 1281 a 1282 rokiem do księstwa lwóweckiego zbiegli dwaj rycerze, bracia, Burchard i Jaśko/Jeszko Nikoszowice, z rodu Wierzbnów, skazani na banicję przez sąd księcia wrocławskiego Henryka Probusa za spalenie wsi Muszkowice. Zrobili to nie godząc się z wyrokiem książęcym nakazującym im zwrot wsi jej pierwotnemu właścicielowi, a ojcu ich matki, Janowi z Osiny. Wybór dworu lwóweckiego nie był przypadkowy bowiem w otoczeniu księcia Bernarda znajdował się Stefan z Wierzbnej. Burchard został pojmany i ścięty, zaś Jaśko na początku 1282 roku odzyskał łaskę Probusa i powrócił do księstwa wrocławskiego.
W 1283 roku książę Bernard zatwierdził darowiznę 3 łanów we wsi Parzyce klasztorowi magdalenek w Nowogrodźcu, dokonaną przez rycerza Gerharda z Druskwicz.
Bernard Zwinny najprawdopodobniej się nie ożenił i został pochowany w kościele dominikańskim w Legnicy. Wraz z bezdzietną śmiercią Bernarda 25 kwietnia 1286 dzielnica lwówecka została zajęta przez Bolka Surowego, który przyjął tytuł pana lwóweckiego. Bolko I występował jako książę Lwówka do roku 1293, kiedy to tytuł lwówecki zostaje w jego tytulaturze zastąpiony przez tytuł „pana na Książu” (Bolko dei gratia dux Slesie et dominus de Wrstenberc). Wiązało się to z opanowaniem przez Bolka, po śmierci Hernyka Probusa, południowej części księstwa wrocławskiego ze Strzegomiem, i wybudowaniem nowego zamku w Książu, który miał się stać nowym centrum władzy. W 1289 roku król czeski Wacław II dokonał nadania na rzecz Bolka, jako księcia lwóweckiego, pogranicznych ziem: miasteczka Chełmsko i wsi Miszkowice, Kochanów, Dobromyśl i Královec. Ostatni raz tytuł księcia lwóweckiego pojawia się w tytulaturze Bolka na początku 1291 roku

## Położenie i terytorium
Księstwo znajdowało się w południowo-zachodniej części Dolnego Śląska, na terenie obecnego powiatu lwóweckiego i wraz ze swoją południową częścią obejmowało większość terytorium obecnego powiatu jeleniogórskiego, którego zresztą Lwówek Śląski był naczelnym grodem. W obrębie księstwa znajdowały się m.in. takie miejscowości jak: Lwówek Śląski, Wleń, Gryfów Śląski czy Jelenia Góra.
| Miasta księstwa lwóweckiego | Miasta księstwa lwóweckiego |
| Miasto                      | Prawa Miejskie              |
| --------------------------- | --------------------------- |
| Lwówek                      | przed 1217                  |
| Wleń                        | przed 1214                  |
| Gryfów                      | 1242                        |
| Jelenia Góra                | przed 1281                  |
| Lubomierz                   | 1291                        |

| Zamki księstwa lwóweckiego | Zamki księstwa lwóweckiego    | Zamki księstwa lwóweckiego |
| Zamek                      | Data Powstania                | Kasztelan                  |
| -------------------------- | ----------------------------- | -------------------------- |
| Kotlina                    | 1161 lub 1168                 |                            |
| Wleń                       | 1170-1200                     | Maciej Mezyvoge (1281)     |
| Gryf                       | 1198                          | Thymo von Kessel           |
| Podskale (Rząsiny)         | 1207                          |                            |
| Lwówek                     | 1201-1238                     |                            |
| Marczów                    | 2 poł. XIII w.                |                            |
| Pirszyn (Gradówek)         | przed 1277                    |                            |
| Rybnica                    | ok. 1288?                     | Henryk Reibnicz? (1288)    |
| Hyrzberk (Jelenia Góra)    | przed 1291                    |                            |
| Płoszczyna                 | 2 poł. XIII w. – pocz. XIV w. |                            |

## Chronologia księstwa lwóweckiego
| Księstwo lwóweckie na przestrzeni lat | Księstwo lwóweckie na przestrzeni lat | Księstwo lwóweckie na przestrzeni lat | Księstwo lwóweckie na przestrzeni lat                                        |
| Lata                                  | Państwo                               | Księstwo                              | Dzielnica                                                                    |
| ------------------------------------- | ------------------------------------- | ------------------------------------- | ---------------------------------------------------------------------------- |
| 1273–1278                             | Polska                                | Księstwo Legnickie                    | Dzielnica Henryka V Brzuchatego                                              |
| 1278–1281                             | Polska                                | Księstwo jaworskie                    | Dzielnica Bolka I Surowego – współrządy Bolka I Surowego i Bernarda Zwinnego |
| 1281–1286                             | Polska                                | Księstwo lwóweckie                    | Dzielnica Bernarda Zwinnego                                                  |
| 1286–1301                             | Polska                                | Księstwo Jaworskie                    | Dzielnica Bolka I Surowego                                                   |